# TSG Haßloch
Le TSG Haßloch est un club de handball situé à Haßloch. Célèbre dans les années 1950, le club évolue aujourd'hui dans les divisions inférieures.

## Palmarès
- Coupe des clubs champions
  - Quart de finale : 1956-1957

## Campagne européenne
| Saison    | Compétition               | Manche          | Club        | Score | Club              |
| --------- | ------------------------- | --------------- | ----------- | ----- | ----------------- |
| 1956-1957 | Coupe des clubs champions | Deuxième tour   | TSG Haßloch | 27-8  | BSV Borba Lucerne |
| 1956-1957 | Coupe des clubs champions | Quart de finale | Paris UC    | 18-15 | TSG Haßloch       |